# James Thomas Chapin
James Thomas „Jim“ Chapin (* 27. Februar 1955 in St. Louis, Missouri) ist ein ehemaliger US-amerikanischer Eisschnellläufer.
Chapin trat bei der Juniorenweltmeisterschaft 1972 im Fredrikstad an. Im kleinen Vierkampf belegte er den 19. Platz, nachdem er das erste 500-Meter-Rennen für sich hatte entscheiden können. 1973 wurde er US-amerikanischer Mehrkampfmeister. Bei den Olympischen Winterspielen 1976 in Innsbruck trat Chapin über 500 Meter an. Er belegte Rang 10. Im Mehrkampf der Eisschnelllauf-Sprintweltmeisterschaft 1978 in Lake Placid wurde er Elfter. Seine zweiten Olympischen Winterspiele erlebte Chapin 1980 in Lake Placid. Im Wettbewerb über 500 Meter belegte er den 24. Platz.

## Persönliche Bestzeiten
| Strecke | Zeit         | Datum           | Ort         |
| ------- | ------------ | --------------- | ----------- |
| 0500 m  | 037,92 s     | 12. Januar 1980 | Davos       |
| 1000 m  | 01:18,88 min | 21. Januar 1984 | Davos       |
| 1500 m  | 02:09,35 min | 15. Januar 1978 | West Allis  |
| 3000 m  | 05:05,82 min | 1. März 1972    | Fredrikstad |
| 5000 m  | 08:22,31 min | 14. Januar 1978 | West Allis  |